# Aloha from Hawaii Via Satellite
Aloha from Hawaii Via Satellite è un album dal vivo riguardante un celebre concerto di Elvis Presley tenutosi il 14 gennaio 1973 alle Hawaii nella capitale Honolulu, ripreso in mondovisione, pubblicato su vinile dalla RCA Records nel febbraio 1973 e che raggiunse la vetta della classifica Billboard 200 nella primavera seguente. 
Sia lo special Tv che l'album della colonna sonora tratto dallo stesso, furono un enorme successo commerciale per Elvis. Nonostante le innovazioni tecnologiche del satellite (menzionato anche nel titolo del disco), negli Stati Uniti il concerto non fu trasmesso fino al 4 aprile 1973.

## Descrizione

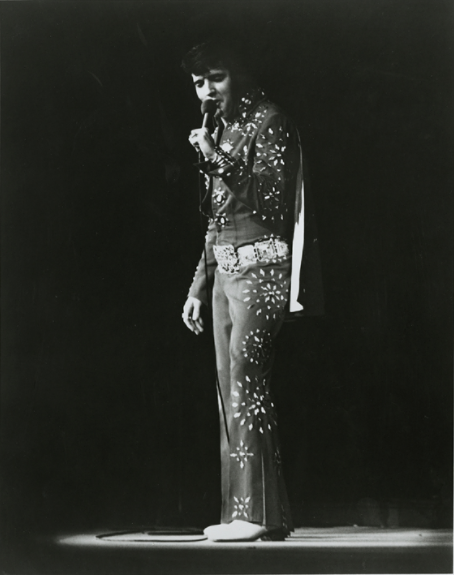
Elvis in concerto nel 1973

Il progetto venne ideato come concerto di beneficenza al fine di raccogliere fondi per il "Kui Lee Cancer Found" (Kui Lee, era un celebre musicista hawaiiano morto di cancro a 33 anni nel 1966, del quale Elvis aveva inciso il brano I'll Remember You). Inizialmente era stato stabilito il traguardo dei 25.000 dollari, ma alla fine ne furono raccolti almeno il triplo.
Nei mesi precedenti all'evento, Elvis si sottopose a una ferrea dieta perdendo numerosi chili in eccesso, così da apparire in perfetta forma fisica davanti alle telecamere. L'esibizione televisiva fu preceduta da uno show di prova il 12 gennaio (sempre a Honolulu), mentre il concerto vero e proprio del 14 si svolse alle 12:30, un orario anomalo studiato appositamente per agevolare gli spettatori asiatici (che poterono vedere lo show in diretta quando da loro erano circa le 19:30), infatti concerto fu teletrasmesso in diretta via satellite in Asia e Australia e in differita in 13 paesi europei; negli Stati Uniti fu trasmesso dalla NBC.
Il responso della critica non fu entusiasta, in definitiva Aloha from Hawaiii Via Satellite venne considerato un grande evento e un completo successo commerciale per Elvis, ma dal punto di vista strettamente musicale e artistico, non fu reputato fra i concerti migliori in assoluto eseguiti da Presley.
Il disco contiene tutte le performance eseguite durante lo special televisivo, ma omette cinque canzoni che Presley registrò al termine dello show e che furono ugualmente trasmesse in Tv all'epoca.
L'album fu anche il primo disco quadrifonico a salire in cima alle classifiche di vendita.

## Tracce

### Disco 1
1. Introduction: Also Sprach Zarathustra (Richard Strauss)
2. See See Rider (Traditional)
3. Burning Love (Dennis Linde)
4. Something (George Harrison)
5. You Gave Me a Mountain (Marty Robbins)
6. Steamroller Blues (James Taylor)
7. My Way (Claude François, Jacques Revaux, Paul Anka)
8. Love Me (Jerry Leiber e Mike Stoller)
9. Johnny B. Goode (Chuck Berry)
10. It's Over (Presley, Jimmie Rodgers)
11. Blue Suede Shoes (Carl Perkins)
12. I'm So Lonesome I Could Cry (Hank Williams)
13. I Can't Stop Loving You (Bernie Lowe, Kal Mann)
14. Hound Dog (Jerry Leiber e Mike Stoller)

### Disco 2
1. What Now My Love (Gilbert Bécaud, Carl Sigman)
2. Fever (Eddie Cooley, John Davenport)
3. Welcome to My World (Jim Reeves)
4. Suspicious Minds (Mark James)
5. Introductions By Elvis
6. I'll Remember You (Kui Lee)
7. Long Tall Sally / Whole Lotta Shakin' Goin' On (Otis Blackwell, Sunny David, William Johnson, Richard Penniman, Dub Williams)
8. An American Trilogy (Mickey Newbury)
9. A Big Hunk o' Love (Aaron Schroeder, Sidney Wyche)
10. Can't Help Falling in Love (George Weiss, Hugo Peretti, Luigi Creatore)

Riedizione CD 1998
- I seguenti brani vennero registrati da Presley dopo il concerto e inseriti nello speciale televisivo. Non furono inclusi nell'album originale, ma apparvero nella riedizione in CD del 1998.

1. Blue Hawaii (Ralph Rainger, Leo Robin)
2. Ku-U-I-Po (Luigi Creatore, Hugo Peretti, George David Weiss)
3. No More (Don Robertson, Hal Blair)
4. Hawaiian Wedding Song (Al Hoffman, Dick Manning, Charles King)
5. Early Morning Rain (Gordon Lightfoot)

## Formazione
- Elvis Presley: Voce, chitarra acustica
- J.D. Sumner & the Stamps Quartet (Ed Enoch, Bill Baize, Donnie Sumner, Ed Wideman, J.D. Sumner): Cori[4]
- The Sweet Inspirations (Myrna Smith, Sylvia Shemwell, Estelle Brown): Cori
- Kathy Westmoreland: Cori

The TCB Band:
- James Burton: Chitarra solista
- John Wilkinson: Chitarra ritmica
- Ronnie Tutt: Batteria
- Jerry Scheff: Basso
- Glen Hardin: Tastiere/pianoforte
- Charlie Hodge: Voce, chitarra acustica

The Joe Guercio Orchestra:
- Joe Guercio: Direzione orchestra
- Patrick Houston, Thomas Porrello, Gary Grant, Forrest Buchtel: Tromba
- Leslie Benedict, William Barton: Trombone
- Martin Harrell: Trombone basso
- David Baptist: Corno francese
- Gabriel Baltazar Jr., Robert Winn, Peter Dovidio, Wayne Dunstan, Mary Taylor: Sassofono e flauto
- Bertine Corimby: Violino

The Honolulu Symphony Orchestra: 
- Dale Bechtel, Marianne Fleece, Louise Solmssen, Arthur Loventhal, Mervin Whitcomb, Heidi McCole, Carol Shive: Violino
- Betty Deeg, Diana Mallery: Viola
- William Konney, Beverly LeBeck: Violoncello
- Frank Strazzeri: Organo Hammond
- Dean Appleman: Percussioni